# Lobocleta sublataria
Lobocleta sublataria är en fjärilsart som beskrevs av Achille Guenée 1858. Lobocleta sublataria ingår i släktet Lobocleta och familjen mätare. Inga underarter finns listade i Catalogue of Life.